# A.O. Leffland
Alfred Oscar Leffland (9. april 1848 i København – 15. september 1924 i Brønshøj) var en dansk arkitekt virksom i anden halvdel af 1800-tallet.
A.O. Leffland var ud af en bygmesterfamilie, hvor flere generationer har været arkitekter; især på Usserød-egnen. Hans far hed Andreas Anthon Lifland (1818-1892) og moderen Ida Gianelli (1819-1897). Leffland var en af byggespekulanterne, der bebyggede store dele af Nørrebro i anden halvdel af 1800-tallet. Ifølge maleren Johannes Zehngraff fortalte Leffland,
| Citat | at man dengang tegnede et hus om dagen. Man tog det ikke så nøje med udførelsen, den ene plan lignede den anden; med blåt overføringspapir fabrikerede man en halv snes eksamplarer på en gang, og når tegnerne havde besørget dette mere nøgterne arbejde, kom den store akademiske mester Knudsen [Ludvig Knudsen, red.] og lavede nogle streger til façaden. Så var tegnearbejdet færdigt; et andragende til bygningskommissionen blev skrevet og indsendt, og en regning fremsendtes til bygherren. 200 kr. var gærne arkitektssalæret for en 4'desals bygning. | Citat |
|       | |       |

Arkitekt Leffland var desuden kendt for den tyrkisk- og orientalsk-inspirerede Villa Hasa, som i 1898 blev opført i i Skovshoved (Strandvejen 316) for den farverige fabrikant, numismatiker og tyrkiske generalkonsul H.V. Mansfeld-Bûllner (1842-1900), der var kendt for produktet Brama-Livs-Elixir. Da Kystvejen blev projekteret, lå villaen dog i vejen for Hvidørevejs forlængelse og tilslutning til Kystvejen og blev derfor revet ned i 1938.
Han var medlem af Det kongelige Nordiske Oldskriftselskab.
29. marts 1893 anmeldte han Den Frie Udstilling i avisen Dannebrog.

## Udvalgte værker
- Cohns Fabrik, Fuglevangsvej 11-13, Frederiksberg (1881)[2]
- Ejendommen Gernersgade 58-62/Rigensgade 32-34 (1884-85, nedrevet 1978)[3]
- Villa Hasa, Strandvejen 316, Skovshoved (1898, nedrevet 1938)
- Projekt til "Kjøbenhavns Svømme- og Søbadeetablissement" ved Svanemøllen

## Skriftlige arbejder
- Forord til: N.M. Hansen, Hvorledes forebygges Røg i Ejendomme? Praktisk Vejledning til Forebyggelse og Afhjælpning af Røg-Ulemper, 1892.

## Fodnoter
1. ↑  Kay Fisker & Knud Millech, Danske arkitekturstrømninger 1850-1950. En arkitekturhistorisk undersøgelse, København Østifternes Kreditforening 1951, s. 200.
2. ↑  "Beskrivelse på Kulturarvsstyrelsens hjemmeside".
3. ↑  Kay Fisker & Knud Millech, Danske arkitekturstrømninger 1850-1950. En arkitekturhistorisk undersøgelse, København Østifternes Kreditforening 1951, s. 142.